# Цел (Оберпфалц)
Цел (њем. Zell) општина је у њемачкој савезној држави Баварска. Једно је од 38 општинских средишта округа Кам. Према процјени из 2010. у општини је живјело 1.841 становника. Посједује регионалну шифру (AGS) 9372167.

## Географски и демографски подаци
Цел се налази у савезној држави Баварска у округу Кам. Општина се налази на надморској висини од 486 метара. Површина општине износи 32,8 km². У самом мјесту је, према процјени из 2010. године, живјело 1.841 становника. Просјечна густина становништва износи 56 становника/km².